# Thực thần (phim truyền hình)
Thực thần (Hangul: 식샤를 합시다, tiếng Anh: Let's Eat) bộ phim truyền hình của đài tvN dài 16 tập, phát sóng vào thứ năm hằng tuần lúc 23:00 (KST). Với sự tham gia của các diễn viên Lee Soo Kyung, Yoon Doo Joon (BEAST), Yoon So-hee.

## Nội dung
Bộ phim nói về bốn người độc thân, đói khát về thức ăn lẫn tình cảm. Câu chuyện còn xoay quanh những vụ án bí ẩn tại chung cư của ba nhân vật chính (Lee Soo Kyung. Goo Dae Young, Yoon Jin Yi). Mỗi tập phim đều có cảnh mọi người thưởng thức món ăn rất ngon lành và vui vẻ.

## Diễn viên

### Diễn viên chính
- Lee Soo Kyung vai Lee Soo Kyung[5] (33 tuổi, phòng 805) là một người phụ nữ độc thân hiện đang làm thư ký tại văn phòng luật sư Kim Hak Moon vì vậy cô khá đa nghi do đặc thù công việc của mình. Cô thực sự là một người sành ăn vì vậy cô luôn cùng với Yoon Jin Yi và Goo Dae Young đi ăn với lý do đi cùng Jin Yi vì không ưa Goo Dae Young cho lắm. Cô luôn tìm đến những món ăn ngon khi buồn bực cùng người quen và sau khi làm quen với Goo Dae Young thì tâm trạng của cô vui vẻ hơn.
- Yoon Doo Joon vai Goo Dae Young[6] (29 tuổi, phòng 806)sống độc lập từ lúc còn là sinh viên, vì vậy nên có kinh nghiệm sống cao và biết rất nhiều nơi có món ăn ngon, cách để thưởng thức món ăn sao cho ngon. Làm tại một công ty bảo hiểm và là ông hoàng bảo hiểm nên rất biết cách ăn nói (hầu như tập nào cũng diễn tả một món ăn và cách thưởng thức chúng), kể cả nói dối để trốn tránh tình cảm của khách hàng nữ và Yoon Jin Yi. Anh rất quan tâm và lo lắng cho Jin Yi giống như người em của mình cũng như mọi người. Anh rất tốt bụng (chỉ cần lời xin lỗi của Goo Dae Young khi bị cô trình báo với cảnh sát).
- Yoon So Hee vai Yoon Jin Yi[7] (23 tuổi, phòng 804) cùng cảnh ngộ với Goo Dae Young nhưng lại rất lạc quan với nụ cười ngây thơ (câu cửa miệng: ''Anh/Chị là tuyệt nhất). Cùng với Lee Soo Kyung và Goo Dae Young nên cô cũng cảm nhận được vị ngon và dần sành ăn giống hai người.

### Diễn viên phụ
- Shim Hyung Tak vai Kim Hak Moon (35 tuổi) là một luật sư với ngoại hình tốt nhưng lại độc thân ở tuổi 35 vì còn vương vấn tình cảm với Lee Soo Kyung. Biệt danh khá đặc biệt là Kim Hậu Môn. Rất thích cách ăn uống của Lee Soo Kyung nên tìm được mối tình mới ở tập cuối (là cô gái có cách ăn khá giống Lee Soo Kyung tại một nhà hàng).
- Lee Do Yun (이도연) vai luật sư Oh Do Yun (29 tuổi) Tuy mang một vóc dáng khó nhìn nhưng lại luôn tưởng bở rằng Kim Hak Moon và Goo Dae Yuong thích mình. Theo như lời cô nói thì trước kia cô rất béo và đang trong thời kì giảm cân nên cô ăn rất ngon miệng.
- Jang Won Young vai Choi Kyu Shik (40 tuổi, quản lý văn phòng) là chồng của Park Kyung Mi và là đồng nghiệp của Lee Soo Kyung. Rất khéo miệng và cũng rất sành ăn.
- Jung Soo Young vai Park Kyung Mi (33 tuổi, vợ của Kyu Shik) là bạn của Lee Soo Kyung. Là một người bạn tốt luôn tâm sự, nấu ăn và đãi bạn một bữa ăn ngon khi bạn rủ. Cô đã 'thẩm vấn' Goo Dae Young khi biết hai người hẹn hò chính thức.

### Khách mời
- Lee Yong Nyuh (이용녀) vai Bae Mi Ja (tập 1)
- Lee Sang Woo vai khách hàng ly hôn (tập 8)
- Kang Ye Bin vai người phụ nữ hẹn hò (tập 9)
- Lee Il Hwa vai mẹ của Hyun Kwang Suk (tập 16)
- Kim San Ho vai chủ nhà hàng của bạn Hak Moon
- Jung Eun Pyo vai cảnh sát viên
- Uhm Hyun Kyung vai người phụ nữ ăn thức ăn ngon (tập 16)
- Kim Hyun Sook vai Lee Young Ae (tập 16)
- Ra Mi Ran vai quản lý Ra (tập 16)
- Lee Yoon Mi vai chủ cửa hàng chó
- Heo Goo Yun (허구연) vai ba của Dae Young
- Lee Yong Joo vai đội trưởng bóng rổ
- Sam Hammington (샘 해밍턴) vai chủ nhà hàng cua
- Choi Sung Joon vai đừng hỏi tại sao
- Jung Eun-pyo vai nhân viên cảnh sát (tập 14)
- Jung Kyung-ho vai nhân viên cơ quan nhà ở (tập 15)
- Lee Il-hwa' vai mẹ của Kwang-suk (tập 16)
- Uhm Hyun-kyung vai khách hàng ăn trong nhà hàng (tập 16)
- Kim Hyun-sook vai Lee Young-ae, khách hàng cà phê[8] (tập 16)
- Ra Mi-ran vai quản lý Ra, khách hàng cà phê[8] (tập 16)

## Nhạc phim

### Let's Eat OST phần 1
| STT | Nhan đề                       | Trình bày       | Thời lượng |
| --- | ----------------------------- | --------------- | ---------- |
| 1.  | "Let's Eat" ("식사를 합시다") | K Joon (케이준) |            |
| 2.  | "Let's Eat" ("Inst.")         | K Joon (케이준) |            |

### Let's Eat OST phần 2
| STT | Nhan đề                 | Trình bày         | Thời lượng |
| --- | ----------------------- | ----------------- | ---------- |
| 1.  | "Cool Guy" ("멋진남자") | Eric Nam (에릭남) |            |
| 2.  | "Cool Guy" ("Inst.")    | Eric Nam (에릭남) |            |

### Let's Eat OST phần 3
| STT | Nhan đề                        | Trình bày             | Thời lượng |
| --- | ------------------------------ | --------------------- | ---------- |
| 1.  | "내가 그려온 나"               | Jung Yoo Yun (정유연) |            |
| 2.  | "Single Days" ("English Ver.") | Jung Yoo Yun (정유연) |            |
| 3.  | "내가 그려온 나" ("Inst.")     | Jung Yoo Yun (정유연) |            |

### Let's Eat OST phần 4
| STT | Nhan đề                                    | Trình bày                                   | Thời lượng |
| --- | ------------------------------------------ | ------------------------------------------- | ---------- |
| 1.  | "When You Want to Leave" ("떠나고 싶을때") | Tensi Love (텐시 러브)                      |            |
| 2.  | "When You Want to Leave" ("Inst.")         | Tensi Love (텐시 러브)                      |            |
| 3.  | "Don't Eat Alone"                          | Illi, Kim Jae Hwan (일리, 김재환)           |            |
| 4.  | "우아한 만찬"                              | Illi, Kim Jae Hwan (일리, 김재환)           |            |
| 5.  | "오감이 흐르는 시간"                       | Illi, Kim Jae Hwan (일리, 김재환)           |            |
| 6.  | "일상의 로망"                              | Kim Dong Hyun, Kim Soo Jin (김동현, 김수진) |            |
| 7.  | "쓸쓸한 식탁"                              | Jung Jae Ho, Kim Soo Jin (정재호, 김수진)   |            |

### Let's Eat OST phần 5
| STT | Nhan đề                      | Trình bày      | Thời lượng |
| --- | ---------------------------- | -------------- | ---------- |
| 1.  | "Don't" ("이러지마")         | HEYNE (혜이니) |            |
| 2.  | "Don't (이러지마)" ("Inst.") | HEYNE (혜이니) |            |

### Let's Eat OST phần 6
| STT | Nhan đề                                    | Trình bày                                      | Thời lượng |
| --- | ------------------------------------------ | ---------------------------------------------- | ---------- |
| 1.  | "Timid Confession" ("소심한 고백")         | Lee Hyo Won (이효원)                           |            |
| 2.  | "Timid Confession (소심한 고백)" ("Inst.") | Lee Hyo Won (이효원)                           |            |
| 3.  | "사랑이 오나요?"                           | Seo Seung Hyun & Kim Soo Jin (서승현 & 김수진) |            |
| 4.  | "뻘쭘한 젓가락질"                          | Illi & Noh Hyung Woo (일리 & 노형우)           |            |
| 5.  | "내 이름은 9:0"                            | Illi & Kim Jae Hwan (일리 & 김재환)            |            |
| 6.  | "소소한 반찬"                              | Illi & Kwon Sung Yun (일리 & 권성연)           |            |
| 7.  | "먹고합시다"                               | Illi & Hong Dong Pyo (일리 & 홍동표)           |            |
| 8.  | "Delicious Moment"                         | Illi & Hong Dong Pyo (일리 & 홍동표)           |            |

## Đánh giá
| Tập # | Ngày phát sóng       | Tiêu đề                                 | AGB Nielsen (Toàn quốc) |
| ----- | -------------------- | --------------------------------------- | ----------------------- |
| 1     | 28 tháng 11 năm 2013 | Tuyên bố sống một mình                  | 1.349%                  |
| 2     | 5 tháng 12 năm 2013  | Tìm hiểu hàng xóm của bạn               | 1.034%                  |
| 3     | 12 tháng 12 năm 2013 | Tôi muốn một mình. Mọi người, cút đi!   | 1.135%                  |
| 4     | 19 tháng 12 năm 2013 | Trả lời tôi đi, hàng xóm!               | 1.168%                  |
| 5     | 26 tháng 12 năm 2013 | Lo lắng hơn tiền, khóc hơn tiền         | 1.237%                  |
| 6     | 2 tháng 1 năm 2014   | Niềm kiêu hãnh và định kiến             | 1.401%                  |
| 7     | 9 tháng 1 năm 2014   | Tại sao cuộc sống giống như ăn một mình | -                       |
| 8     | 16 tháng 1 năm 2014  | Những điều bạn có thể thấy khi từ bỏ    | 1.316%                  |
| 9     | 23 tháng 1 năm 2014  | Mamma Mia                               | 1.364%                  |
| 10    | 30 tháng 1 năm 2014  | Người sành ăn hơn hoa                   | 1.245%                  |
| 11    | 6 tháng 2 năm 2014   | Người không yêu có phải là tội          | 1.221%                  |
| 12    | 13 tháng 2 năm 2014  | Mùi vị tình yêu... buồn vui lẫn lộn     | 1.121%                  |
| 13    | 20 tháng 2 năm 2014  | Anh ta chỉ nhìn tôi                     | 1.366%                  |
| 14    | 27 tháng 2 năm 2014  | Cô ấy đã biến mất                       | 1.683%                  |
| 15    | 6 tháng 3 năm 2014   | Sự im lặng của bạn                      | 1.175%                  |
| 16    | 13 tháng 3 năm 2014  | Hãy... cứ ăn                            | 1.460%                  |